# سرطان چشم

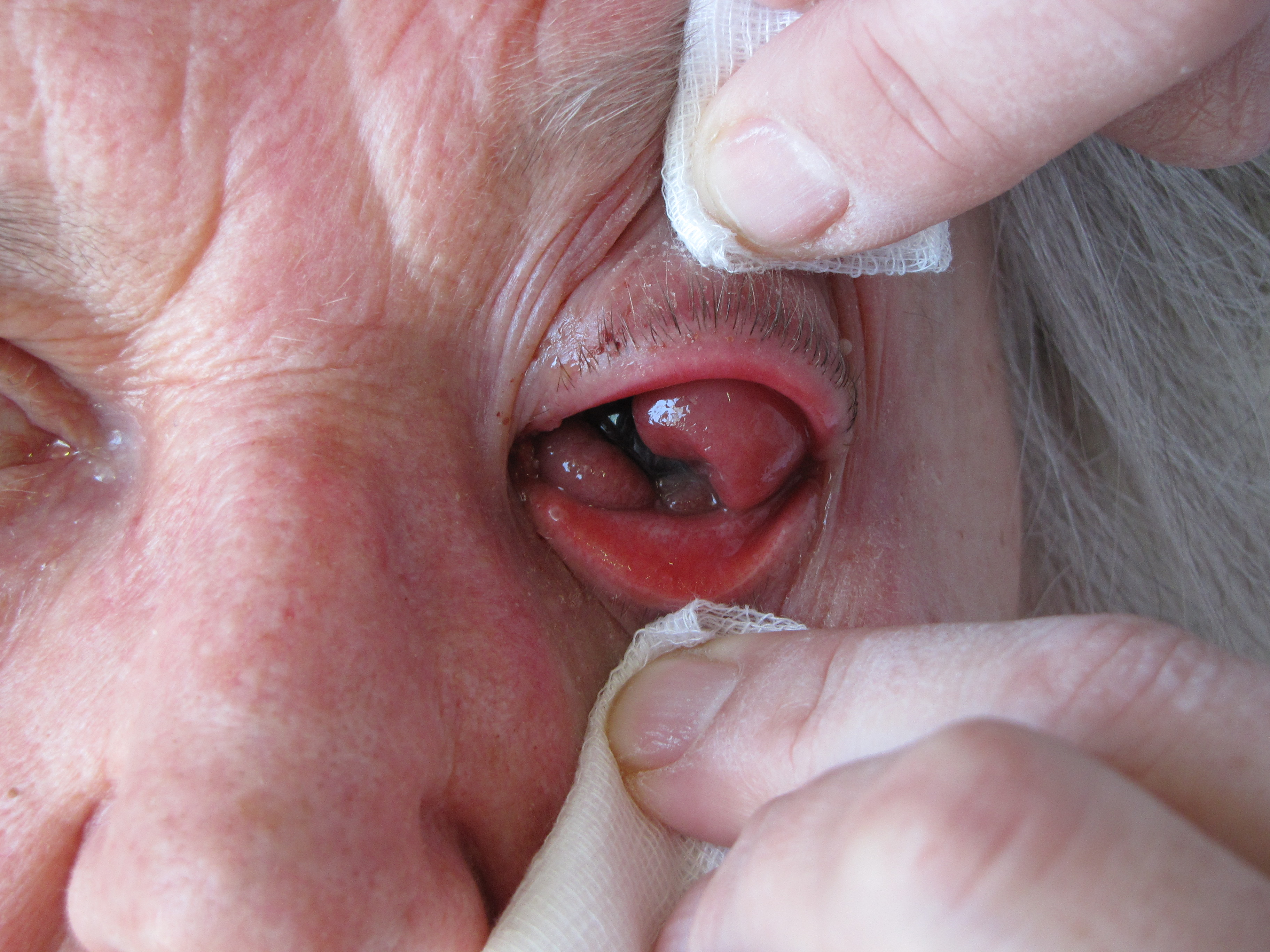
سرطان چشم

سرطان چشم یا نئوپلاسم چشم (به انگلیسی: Eye neoplasm) در چشم‌شناسی تومورهای مربوط به چشم و قسمت‌های مرتبط با آن را شامل می‌شود. سرطان چشم می‌تواند بر تمام قسمت‌های چشم تأثیر بگذارد و همچنین ممکن است از چشم شروع شده یا از متاستاز (گسترش سرطان از اندام‌های دیگر به چشم) به وجود آید. رایج‌ترین متاستاز سرطان‌هایی که به چشم منتشر می‌شود سرطان پستان و سرطان ریه است. از دیگر سرطان‌های عامل می‌توان به سرطان پروستات، سرطان کلیه، سرطان غده تیروئید، سرطان پوست، سرطان روده بزرگ، سرطان خون یا لوسمی اشاره کرد که کمتر رایج هستند.

## انواع
سرطان چشم به دو صورت خوش‌خیم مانند تراتوم و بدخیم مانند ربدومیوسارکوم به وجود می‌آید.

### بدخیم
سرطان پلک که به آن سرطان‌سلول‌پایه‌ای می‌گویند، دراطراف چشم رشد می‌کند اما به‌ندرت به قسمت‌های دیگر منتشر می‌شود.